# Pleurostylia
Pleurostylia Wight & Arn. – rodzaj roślin należący do rodziny dławiszowatych (Celastraceae R. Br.). Obejmuje co najmniej 5 gatunków występujących naturalnie w Afryce, na Madagaskarze, w Indiach, Sri Lance, Azji Południowo-Wschodniej, Australii oraz na Nowej Kaledonii.

## Morfologia
PokrójDrzewo lub krzew o nagich pędach.
LiścieNaprzeciwległe, całobrzegie.
KwiatyZebrane w kwiatostany. Kwiaty są obupłciowe. Posiadają 5 płatki (rzadziej 4).
OwocePodłużne lub elipsaoidalne orzechy. Zawierają 1(–2) nasiona.

## Biologia i ekologia
Występuje w lasach na wysokości do 1600 m n.p.m.

## Systematyka
Pozycja i podział według APWeb (2001...)
Rodzaj należący do rodziny dławiszowatych (Celastraceae R. Br.), rzędu dławiszowców (Celestrales Baskerville), należącego do kladu różowych w obrębie okrytonasiennych.
Wykaz gatunków
| - Pleurostylia africana Loes. - Pleurostylia capensis Oliv. - Pleurostylia opposita (Wall.) Alston - Pleurostylia pachyphlaea Tul. - Pleurostylia serrulata Loes. |